# Biltrial
Biltrial är en bilsport som är ganska liten i Sverige.
Precis som i trial på motorcykel och cykeltrial handlar det om precisionskörning i terräng med fyrhjulsdriven bil. Lite beroende på var i Sverige tävlingen körs varierar terrängen mycket. I Skåne används mycket grustag, medan det i övriga Sverige överlag körs i skog.
I dag är utövarna av biltrial väldigt ojämnt utspridda i landet. Flest utövare finns idag i Skåne, södra Småland, Blekinge samt i Västergötland runt Borås och Skene.
En tävlingen körs i fem olika klasser, beroende på hur ombyggda bilarna är. Normalt finns det 5-7 sektioner som man vanligtvis kör två varv. I sektionerna kör man sedan olika svåra spår beroende på vilken klass man kör i. En tävling tar 5-6 timmar, och man får prickbelastning för backning, vidröring av hinder i sektionen och liknande. Man vill få så få straffprickar som möjligt.
I sammanställningen nedan har det inte tagits med alla säkerhetskrav, men säkerheten inom Biltrial 4x4 är mycket hög. Och eftersom hastigheten samtidigt är mycket låg är risken för skador liten.
Allt som tillåts i original, är godkänt i standard. Allt som godkänns i standard är tillåten i modifierat och så vidare. Vissa gemensamma regler finns också. Bilen ska ha sittplats för förare och eventuell co-driver vid sidan om varandra. Minimivikt 600 kilo och maximivikt 3 500 kilo. Fordonet ska ha fyra luftfyllda gummihjul. Endast vanligt handelsbränsle får användas.
Varje år körs det ett europeiskt mästerskap kallat Eurotrial. 2015 kördes Eurotrial i San Marino. 2016 kördes tävlingen i Tyskland då Eurotrial även firade 20-årsjubileum.
Det finns även en variant av biltrial för tunga fordon (över 3 500 kilo) kallad Trucktrial.

## Original Blått spår
Här tillåts i princip inga ändringar, förutom att man får montera diffspärr i bakaxeln, byte till ett grövre däckmönster samt att viss säkerhets- och skyddsutrustning ska monteras, skyddsbur ska finnas i öppna bilar.

## Standard Vitt spår
I Standard kan man montera större hjul (max 900 millimeter höga, 320 millimeter breda), men kaross och hjulhus får inte ändras. En karosshöjning med 50 millimeter av varaktig karaktär är tillåten, samt fri fjäderhöjning. Det är tillåtet att byta ut originalmotorn mot annan valfri motor, så länge man har lika många eller färre cylindrar än det var i originalmotorn. Det är också tillåtet att byta ut växellådan mot till exempel en automatlåda. Man får ändra utväxlingsförhållande i växellåda, fördelningslåda samt axlar, dock är det inte tillåtet att byta till andra axlar än vad bilen har i originalskick. För att förbättra på framkomligheten får man montera diffspärrar i fram- och bakaxel. 6-punkts skyddsbur ska finnas i samtliga bilar, stol av racingtyp rekommenderas.

## Modifierad Gult spår
I modifierat börjar banorna bli rejält svåra. Här kör man med bilar som får modifieras ganska fritt, så länge man inte byter fjädringssystemet från exempelvis bladfjädrar till skruvfjädrar. Karossen får modifieras genom att hjulhusen får skäras upp 100 mm, samt tröskellådan får höjas upp till golvet. Det är tillåtet att byta axlar så länge de är av ursprungligt typ (rak, konventionell axel eller portalaxel).

## Pro-modified Svart spår
Fri ram och kaross. Dock ska bilen fortfarande likna en "riktig" bil och karossen ska täcka minst området innanför däckens insida och axelavståndet. Fjädringssystemet får byggas om fritt. Styrsystemet är fritt. Axlar är fritt, byte till portalaxel är vanligt. Styrbromsar och frånkoppling av drivning till bakaxeln tillåten.

## Prototyp Rött spår
Här är i princip allt tillåtet, bland annat fyrhjulsstyrning (dock ej midjestyrning) och nivåreglering, vilket ger utlopp för fantasi och skaparglädje. Prototypbilarna kör de svåraste spåren, och är riktiga specialbyggen.